# لوسار ده لا ورا
لوسار ده لا ورا (به اسپانیایی: Losar de la Vera) یک منطقهٔ مسکونی در اسپانیا است که در استان کاسرس واقع شده‌است. لوسار ده لا ورا ۸۲ کیلومتر مربع مساحت دارد ۵۴۵ متر بالاتر از سطح دریا واقع شده‌است.